# Ернст Гальве
Ернст Гальве (нім. Ernst Halwe; 17 січня 1886, Люббекке — 6 лютого 1961, Кіль) — німецький офіцер, контрадмірал-інженер крігсмаріне (1 квітня 1942).

## Біографія
1 жовтня 1907 року вступив у кайзерліхмаріне. Учасник Першої світової війни. Після демобілізації армії залишений в рейхсмаріне. З 1 жовтня 1937 по 2 листопада 1942 року — командир військово-економічного управління Кіля. З 14 листопада 1942 по 16 травня 1943 року — директор морської служби озброєнь і ремонту Саламіну. З 25 травня 1943 року — керівник відділу зв'язку інспекції озброєнь Праги. З 1 лютого 1945 року — уповноважений з використання автомобільного транспорту в протектораті Богемії і Моравії. 8 травня 1945 року взятий в полон союзниками. В лютому 1947 року звільнений.

## Нагороди
- Залізний хрест
  - 2-го класу (26 квітня 1915)
  - 1-го класу (20 липня 1918)

- Почесний хрест ветерана війни з мечами (23 жовтня 1934)
- Медаль «За вислугу років у Вермахті» 4-го, 3-го, 2-го і 1-го класу (25 років; 2 жовтня 1936) — отримав 4 нагороди одночасно.
- Хрест Воєнних заслуг 2-го класу з мечами (30 січня 1941)